# Johann Kaspar Zollinger
Johann Kaspar Zollinger (* 23. April 1820 in Zürich; † 28. Juli 1882 ebenda), heimatberechtigt in Nänikon sowie ab 1834 in Zürich und ab 1861 in Winterthur, war ein Schweizer reformierter Geistlicher und liberaler Politiker, der unter anderem von 1877 bis 1882 Regierungsrat sowie 1879/80 Präsident des Regierungsrates des Kantons Zürich war.

## Leben
Johann Kaspar Zollinger, Sohn des Weinschenkenbesitzers und Krämers Martin Zollinger und der Catherine Luise Gujaz, begann 1839 ein Studium der Theologie an der Universität Zürich, welches er 1843 abschloss. Nach seiner 1843 in Zürich erfolgten Ordination zum reformierten Geistlichen absolvierte er zunächst von 1843 bis 1844 weitere Studien an der Eberhard-Karls-Universität Tübingen und wurde nach seiner Rückkehr 1844 Vikar am Grossmünster in Zürich sowie 1848 Pfarrer in Uetikon am See. Er fungierte von 1850 bis 1882 als Kirchenrat des Kantons Zürich und zwischen 1856 und 1874 als erster Stadtpfarrer in Winterthur.
1863 wurde er als Liberaler Mitglied des Grossrates, des damaligen Parlaments des Kantons Zürich, und gehörte diesem bis 1869 an. Im Anschluss war er von 1869 bis 1877 Mitglied des in Kantonsrat umbenannten Kantonsparlaments. 1877 wurde er Regierungsrat und bekleidete dieses Amt bis zu seinem Tode am 28. Juli 1882. Er war als Mitglied der Kantonsregierung von 1877 bis 1878 zunächst Vorsteher der Direktion für Sanitäts- und Gefängniswesen sowie im Anschluss zwischen 1878 und 1882 Vorsteher der Erziehungsdirektion. Als Nachfolger von Karl Felix Walder war er von 1879 bis zu seiner Ablösung durch Johannes Stössel 1880 Präsident des Regierungsrates des Kantons Zürich.
Zollinger war seit 1846 mit Regula Elise Bindschedler verheiratet, Tochter des Kaufmanns Hans Rudolf Bindschedler.

## Hintergrundliteratur
- Stefan G. Schmid: Die Zürcher Kantonsregierung seit 1803. 2003.